# Xertifix
Der Verein Xertifix (offizielle Schreibweise: XertifiX) ist eine Nichtregierungsorganisation, die sich für bessere Arbeitsbedingungen und Umweltschutz im asiatischen Natursteinsektor einsetzt. Die gleichnamigen Gütesiegel zeichnen Natursteine aus Indien, China oder Vietnam aus, die unter Arbeitsbedingungen produziert wurden, die den XertifiX-Standards (s. Absatz: Besonderheiten des Ansatzes von XertifiX) entsprechen.

## Gütesiegel
Pflastersteine, Grabsteine und andere Steinprodukte werden zum Teil unter problematischen Arbeitsbedingungen und ohne ausreichenden Umweltschutz hergestellt und zu einem niedrigen Preis nach Europa importiert.

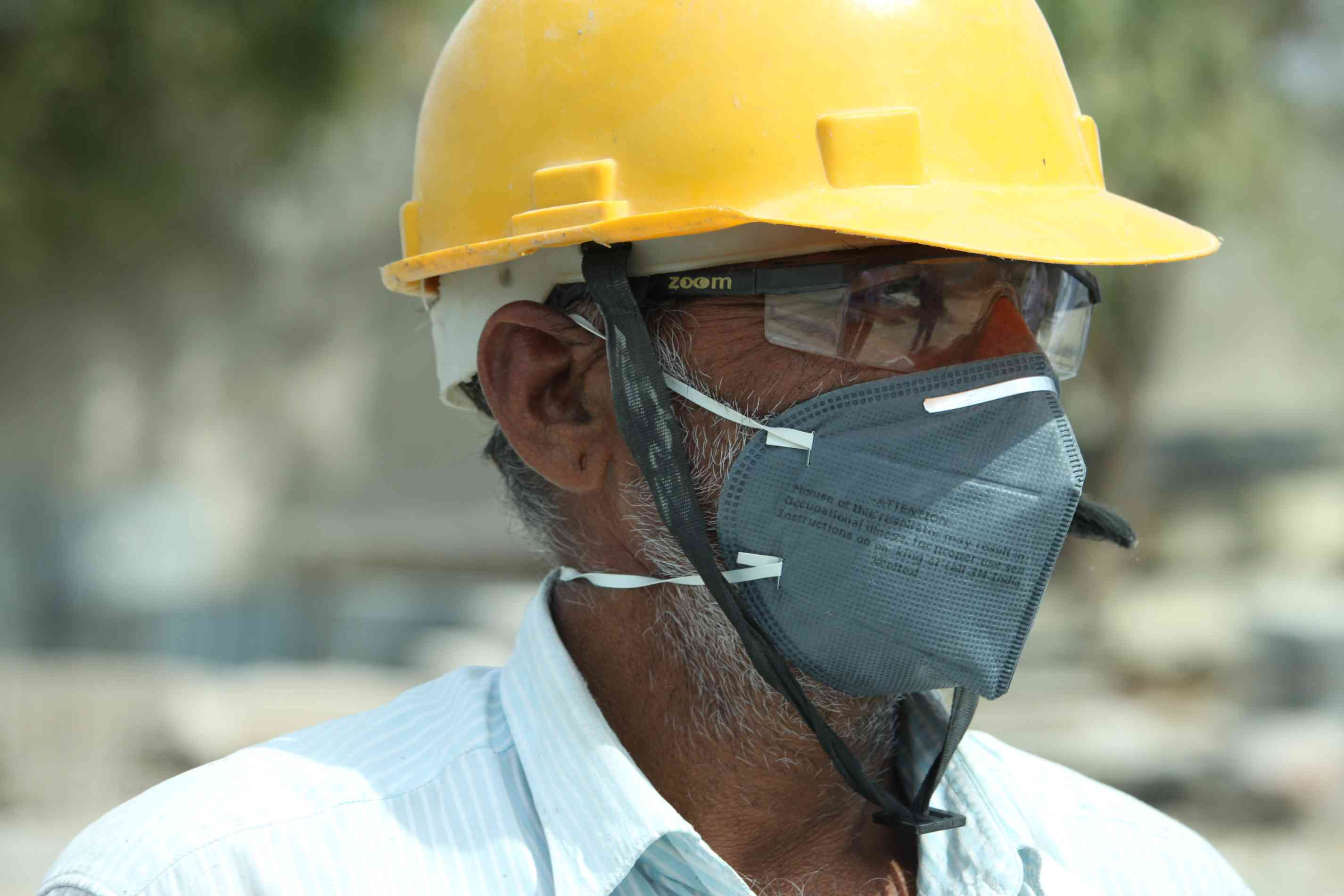
Indischer Steinbrucharbeiter

Der Verein setzt sich für einen Standard für den globalen Handel in der Natursteinwirtschaft ein. XertifiX überprüft hierzu regelmäßig Fabriken und Steinbrüche in Indien, China und Vietnam, um sicherzustellen, dass Standardkriterien erfüllt werden: Der Standard umfasst die IAO-Kernarbeitsabkommen, darunter das Verbot von Kinderarbeit und Sklaverei, einen besseren Schutz der Gesundheit und Sicherheit von erwachsenen Arbeitnehmern, gerechte Löhne und Arbeitszeiten, Umweltschutz und Rechtmäßigkeit. Den XertifiX Standard gibt es mittlerweile in der 3. Auflage, die am 17. September 2018 veröffentlicht wurde.
Wenn die Anforderungen erfüllt sind, stellt XertifiX Zertifikate für die Natursteine aus. Zu diesem Zweck gibt der Verein zwei Siegel heraus, das XertifiX-Standard-Siegel und das XertifiX-Plus-Siegel. Zum Erhalt der Siegel müssen die Kriterien des XertifiX Standards schrittweise erfüllt werden. Das Standard-Siegel wird vergeben, wenn folgende Kriterien erfüllt werden:
- Einhaltung der IAO-Kernarbeitsnormen.
- Das Recht, den Arbeitgeber vertragsgemäß zu wechseln.
- Information aller Mitarbeiter über deren Rechte, den Zweck des XertifiX-Standards und die Audit-Prozesse (insbesondere hinsichtlich der Rechte und Pflichten der Arbeitnehmer, diesen Standard zu erfüllen).
- Zahlung des Mindestlohns gemäß den lokalen Gesetzen.
- Pünktliche Bezahlung gemäß dem Vertrag.
- Keine Lohnkürzung als Disziplinarmaßnahme.
- Legalität der Produktionsstätte.
- Rückverfolgbarkeit der Lieferkette vom Importeur zum Exporteur, zur Verarbeitungsfabrik und zum Steinbruch.

In den beiden Folgejahren müssen dann jeweils weitere Kriterien erfüllt werden. Das XertifiX-Plus Siegel wird vergeben, wenn alle Kriterien des Standard-Siegels erfüllt werden und zusätzlich die folgenden Kriterien:
- Bau- und Konstruktionssicherheit.
- Schriftliche Arbeitsverträge auch in der Sprache der Arbeitnehmer. Unterlagen über alle Arbeiter (einschließlich Zeitarbeitern, Saisonarbeitern und Wanderarbeitern) müssen aufbewahrt werden. Ausweise für alle Arbeiter.
- Einrichtung eines Beschwerdemechanismus für Arbeitnehmer (z. B. durch den Arbeitnehmervertreter und / oder eine Beschwerdebox, eine Beschwerde-Telefonnummer).
- Zahlung eines existenzsichernden Lohns, wenn der Mindestlohn unter dem existenzsichernden Lohn liegt (IAO-Übereinkommen 131).
- Bezahlter Jahresurlaub und bezahlter Urlaub im Krankheitsfall gemäß den lokalen Gesetzen.
- Keine Diskriminierung aufgrund von Geschlecht und Schwangerschaft.
- Angemessene Arbeit für Schwangere und Sonderurlaub vor und nach der Geburt (gemäß lokalem Gesetz, mindestens IAO-Übereinkommen 183).
- Bereitstellung von geeigneten Einrichtungen für Babys und Kleinkinder am Arbeitsplatz.
- Gleicher Lohn für gleiche Arbeit (IAO-Übereinkommen 100).
- Das Unternehmen unternimmt Schritte, um Frauen vor sexueller Gewalt und Belästigung am Arbeitsplatz zu schützen.

In den beiden Folgejahren müssen dann jeweils weitere Kriterien erfüllt werden.
Die vereinseigenen Gütesiegel sollen dem Endverbraucher die Sicherheit geben, dass die importierten Natursteine in Abbau und Verarbeitung anerkannten sozialen und ökologischen Standards entsprechen.

## Entstehung
Der Verein wurde 2005 von Benjamin Pütter unter Beteiligung von Misereor gegründet. Bekannte Gründungsmitglieder des Vereins waren unter anderem Peter Weiß (MdB), Otto Tausig (Schauspieler) und Thilo Hoppe (ehem. MdB und ehem. Vorsitzender des Bundestagsausschusses für Wirtschaftliche Zusammenarbeit und Entwicklung) sowie Norbert Blüm, der seit der Gründung bis September 2011 der Vereinsvorsitzende war und bis zu seinem Tod als Schirmherr fungierte. Zu Beginn hat XertifiX Lieferketten in Indien auditiert und einen Schwerpunkt auf die Bekämpfung der Kinderarbeit und die Erfüllung der IAO-Kernarbeitsnormen gelegt. Seit 2014 ist XertifiX auch in China und Vietnam aktiv.
Die XertifiX-Mitgliederversammlung hat am 12. Dezember 2014 die Einrichtung eines Kuratoriums zur beratenden Begleitung der Arbeit von XertifiX beschlossen. Mitglieder des XertifiX-Kuratoriums sind Heribert Scharrenbroich (Vorsitzender des Kuratoriums; Staatssekretär a. D.), Thilo Hoppe (Brot für die Welt / MdB a. D.), Gregor Lang-Wojtasik (Professor für Erziehungswissenschaft), Wolfgang Pantförder (Bürgermeister a. D.), Heidemarie Wieczorek-Zeul (Bundesministerin a. D.) und Klaus Wiesehügel (ehem. Bundesvorsitzender der IG Bauen-Agrar-Umwelt).

## Besonderheiten des Ansatzes von XertifiX

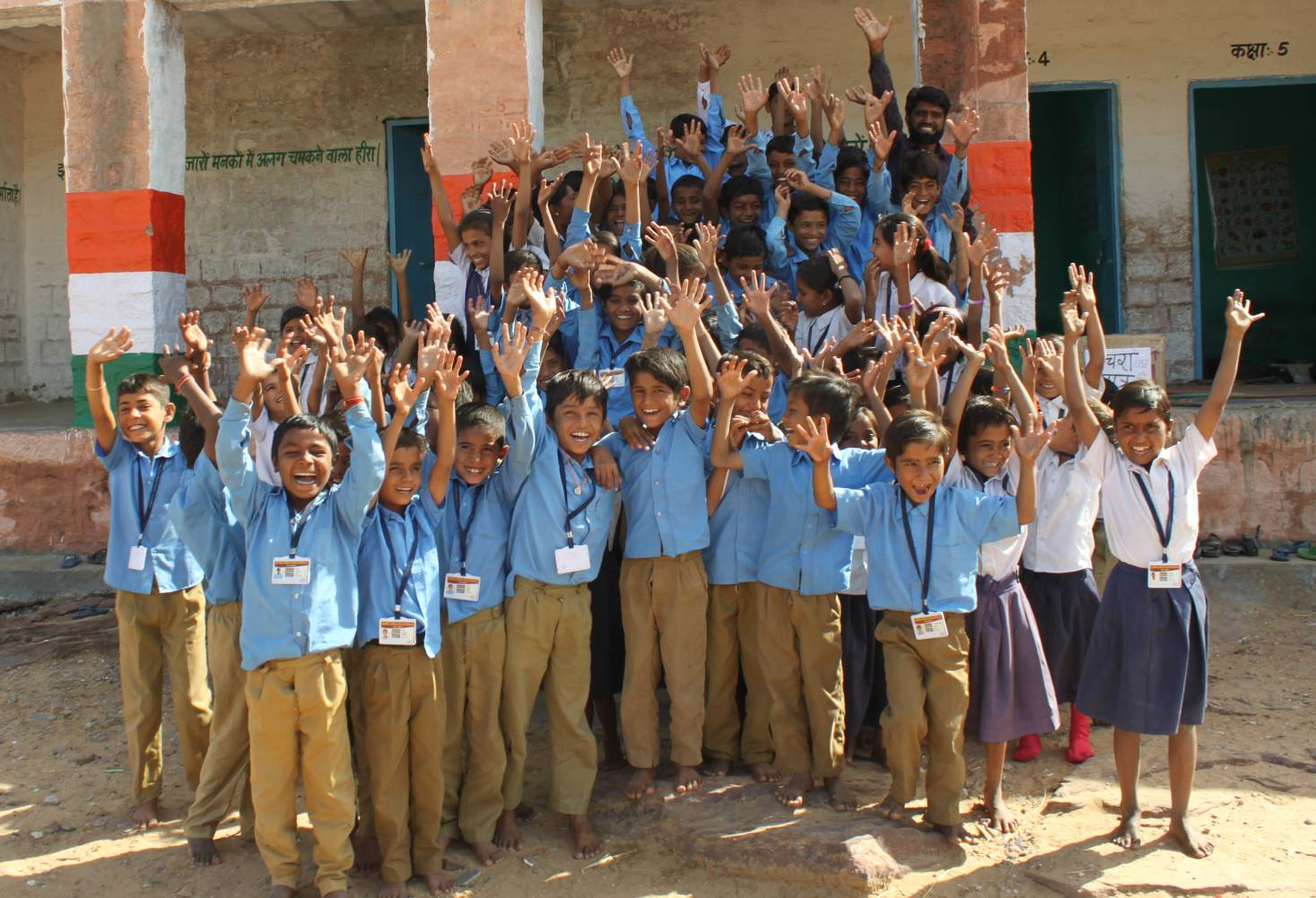
Schüler*innen vor einer von XertifiX unterstützten Schule in Rajasthan

- Von Anfang an hatte XertifiX eine zusätzliche soziale Komponente. Aus diesem Grund gab es zu Beginn eine Partnerschaft mit dem katholischen Hilfswerk Misereor. Schüler*innen vor einer von XertifiX unterstützten Schule in Rajasthan2013 wurde dann der Verein „XertifiX Sozialprojekte“ gegründet, der in Indien Sozialprojekte vor allem im schulischen Bereich aber auch zur Unterstützung von an Silikose erkrankten Arbeiter durchführt.[7]
- XertifiX versteht die Audits nicht allein als ausschließlich überprüfendes Instrumentarium, sondern als wichtige, langfristig angelegte Bausteine zur Verbesserung der Arbeitsbedingungen der Arbeiter und des Umweltschutzes.[8]
- Durch die Audits soll nicht nur eine Momentaufnahme über die Erfüllung der Kriterien zum Zeitpunkt des Audits gewonnen werden. Es ist zudem wichtig, eine umfassende Risikoeinschätzung darüber zu erhalten, welche Faktoren bei welchen Kriterien zu einer Verschlechterung der Arbeitsbedingungen und des Umweltschutzes führen können. Es wird daher bei jedem Audit auch eine Risikoanalyse bezüglich der wichtigsten Kriterien erstellt.[9]

## Unterlassungsklagen gegen XertifiX
Einige Steinproduzenten und Natursteinimporteure weisen Berichte über Kinderarbeit als falsch zurück. Sie strengten mehrere Klagen gegen die Organisation XertifiX und die Stadtverwaltung München an. Auch wurde gegen Gemeinden geklagt, die in ihrer Friedhofsordnung nur Grabsteine zulassen, die ohne Kinderarbeit hergestellt wurden. Die fehlende Ländergesetzgebung, die zu den Klagen geführt hatte, wurde in vielen Bundesländern mittlerweile angepasst, so dass in diesen Bundesländern alle Gemeinden Grabsteine aus Kinderarbeit in ihren Friedhofssatzungen ausschließen dürfen. In Nordrhein-Westfalen gibt es seit einer Änderung des Besttattungsgesetzes die besondere Regelung, dass seit dem Inkrafttreten des Gesetzes am 1. Januar 2020 landesweit Grabsteine aus Kinderarbeit verboten sind, was für Grabsteine aus Indien, China, Vietnam und den Philippinen durch ein Zertifikat nachgewiesen werden muss. Die Landesregierung hat unter anderem XertifiX als Zertifizierer akkreditiert und zugelassen.

## Verwendung von Steinen aus problematischen Arbeitsbedingungen in Deutschland
Auch in Deutschland werden Steine, die unter problematischen Arbeitsbedingungen für Erwachsene oder sogar mit Kinderarbeit produziert wurden, vielfach verbaut, oft auch in Projekten der öffentlichen Hand. Die Verantwortlichen sind dabei oft in Unkenntnis über die genaue Herkunft der Steine oder geben sich mit Scheinzertifikaten zufrieden, die sich die Steinbruchbesitzer selbst ausstellen.

## Andere Zertifikate
Ein weiteres Zertifikat, das einen Standard für den globalen Handel in der Natursteinwirtschaft garantiert, ist Fair Stone. Ähnliche soziale Standards in anderen Produktgruppen definieren Goodweave und Fairtrade International.

## Sonstiges
XertifiX e.V. hat am 24. November 2007 den Eine-Welt-Preis des Landes Baden-Württemberg in der Kategorie Nichtregierungsorganisation/Privates Engagement erhalten. Der Preis ist mit 1500 € dotiert.
Beim staatlichen Siegelportal der Bundesregierung, das über Siegel und Zertifizierungen zu verschiedenen Produktgruppen informiert, wird das XertifiX Standard-Siegel als „gute Wahl“ und das XertifiX-Plus-Siegel als „sehr gute Wahl“ bewertet.